# Stadion NK Kustošija
Stadion NK Kustošija – stadion piłkarski w Zagrzebiu, stolicy Chorwacji. Obiekt może pomieścić 2550 widzów. Swoje spotkania rozgrywają na nim piłkarze klubu NK Kustošija Zagrzeb.